# Pretty Little Liars (2.ª temporada)
A segunda temporada de Pretty Little Liars, baseada nos livros de mesmo nome criados por Sara Shepard, estreou em 14 de junho de 2011 e terminou em 19 março de 2012 na ABC Family.
Em 10 de janeiro de 2011, a ABC Family renovou a série para uma segunda temporada. Depois de um pedido inicial de 24 episódios, foi anunciado em junho que um flashback especial de Halloween iria ao ar como parte do bloco especial da emissora, fazendo a temporada terminar com 25 episódios. A estreia da temporada foi vista por 3,69 milhões de telespectadores, mais do que a estreia da temporada anterior. O especial de Halloween foi ao ar em 19 de outubro de 2011, atraindo 2,5 milhões de espectadores. A segunda metade da 2ª temporada estreou em 2 de janeiro de 2012.
Em 13 de dezembro de 2011, foi anunciado que a identidade de “A” seria revelada no final de primavera. Além disso, o final da temporada mostra alguém sendo preso pelo assassinato de Alison, e também morte de um personagem muito querido. Excluindo as quatro protagonistas do seriado.
Em 28 de março de 2012, estreou no Brasil pelo canal de TV pago Boomerang, e terminou em 12 de setembro do mesmo ano.

## Sinopse
Com o corpo de Ian desaparecido e toda a cidade de Rosewood questionando o que exatamente aconteceu na noite anterior, Aria, Emily, Hanna e Spencer têm muito que explicar. Mas como a polícia e seus pais não tem certeza em que acreditar, os pais das meninas as colocam em uma terapeuta para elas receberem a ajuda que precisam. Aria, Emily, Hanna e Spencer precisam uma das outras mais do que nunca. Emily luta com a iminente mudança da família para o Texas, mas quando um olheiro da faculdade aproxima-se dela após uma competição de natação, ela vê uma oportunidade que poderia mantê-la em Rosewood. O pai de Hanna retorna para a cidade. Spencer tenta ser solidária com os novos planos de Toby para se livrar de sua família. Com a notícia chocante sobre Ian estar rondando em Rosewood, Aria, Emily, Hanna, Spencer e suas famílias tentam lidar com as consequências de alguns desfechos muito necessários. Com sua vida em casa num verdadeiro tumulto, Spencer permanece focada em sua família e surpreendente com o apoio que ela recebe de seus pais. Emily, por outro lado, não consegue encontrar a solução que suas amigas estão conseguindo, mas faz de tudo para encontrar qualquer vestígio de evidência que elas possam ter deixado passar. Aria procura encontrar conforto em Ezra, mas com o seu relacionamento ainda novo para o mundo afora, o casal se esforça para tornar esse relacionamento publico. Com todo mundo tendo conforto e compartilhando um enorme suspiro de alívio, Emily pode estar certa e o diabo que elas pensaram que estava descansando não é nada perto do mal que ainda paira por aí.

## Elenco e personagens
| - Troian Bellisario como Spencer Hastings (25 episódios) - Ashley Benson como Hanna Marin (25 episódios) - Holly Marie Combs como Ella Montgomery (19 episódios) - Lucy Hale como Aria Montgomery (25 episódios) - Ian Harding como Ezra Fitz (21 episódios) - Bianca Lawson como Maya St. Germain (5 episódios) - Laura Leighton como Ashley Marin (22 episódios) - Chad Lowe como Byron Montgomery (15 episódios) - Shay Mitchell como Emily Fields (25 episódios) - Sasha Pieterse como Alison DiLaurentis (14 episódios) | - Tyler Blackburn como Caleb Rivers (17 episódios) - Janel Parrish como Mona Vanderwaal (15 episódios) - Keegan Allen como Toby Cavanaugh (15 episódios) - Tammin Sursok como Jenna Marshall (13 episódios) - Drew Van Acker como Jason DiLaurentis (13 episódios) - Yani Gellman como Garrett Reynolds (13 episódios) - Torrey DeVitto como Melissa Hastings (10 episódios) - Brendan Robinson como Lucas Gottesman (9 episódios) - Nolan North como Peter Hastings (8 episódios) - Cody Christian como Mike Montgomery (8 episódios) - Roark Critchlow como Tom Marin (8 episódios) - Brant Daugherty como Noel Kahn (8 episódios) - Lesley Fera como Veronica Hastings (7 episódios) - Julian Morris como Wren Kingston (7 episódios) - Nia Peeples como Pam Fields (7 episódios) - Annabeth Gish como Anne Sullivan (6 episódios) - Shane Coffey como Holden Strauss (6 episódios) | - Natalie Hall como Kate Randall (5 episódios) - Bryce Johnson como Darren Wilden (5 episódios) - Paloma Guzmán como Jackie Molina (5 episódios) - Claire Holt como Samara Cook (4 episódios) - Ryan Merriman como Ian Thomas (4 episódios) - Lachlan Buchanan como Duncan Albert (2 episódios) - Jim Titus como Barry Maple (2 episódios) - Heather Mazur como Isabel Randall-Marin (2 episódios) - Lindsey Shaw como Paige McCullers (2 episódios) - Eric Steinberg como Wayne Fields (2 episódios) - Betty Buckley como Regina Marin (1 episódio) - Andrea Parker como Jessica DiLaurentis (1 episódio) - Amanda Schull como Meredith Sorenson (1 episódio) - Tilky Jones como Logan Reed (1 episódio) - Anthony Tyler Quinn como Ron (1 episódio) |

- ↑Nota 1 : Bianca Lawson é creditada como personagem regular na série do episódio 11 até ao episódio 20. Ao contrário das outras temporadas, Lawson é apenas creditada apenas nos episódios em que aparece.

## Episódios
| No. na série | No. | Título                                                                         | Diretor(s)          | Escritor(s)                          | Exibição (US — BR)                           | Audiência (em milhões) |
| --- | --- | ------------------------------------------------------------------------------ | ------------------- | ------------------------------------ | -------------------------------------------- | ---------------------- |
| 23 | 1   | "It's Alive" "Está Vivo!"                                                      | Ron Lagomarsino     | I. Marlene King                      | 14 de Junho de 2011 28 de Março de 2012      | 3.68                   |
| Com o corpo de Ian desaparecido e toda a cidade de Rosewood questionando o que exatamente aconteceu na noite anterior, Aria, Emily, Hanna e Spencer têm muito que explicar. Mas como a polícia e seus pais não tem certeza em que acreditar, os pais das meninas as colocam em uma terapeuta para elas receberem a ajuda que precisam. |     |                                                                                |                     |                                      |                                              |                        |
| 24 | 2   | "The Goodbye Look" "Com Cara de Adeus"                                         | Norman Buckley      | Joseph Dougherty                     | 21 de Junho de 2011 4 de Abril de 2012       | 2.66                   |
| Com as meninas sendo obrigadas a seguir caminhos separados por um tempo, Aria, Emily, Hanna e Spencer precisam uma das outras mais do que nunca. Emily luta com a iminente mudança da família para o Texas, mas quando um olheiro da faculdade aproxima-se dela após uma competição de natação, ela vê uma oportunidade que poderia mantê-la em Rosewood. O pai de Hanna retorna para a cidade. Spencer tenta ser solidária com os novos planos de Toby para se livrar de sua família. Enquanto isso, na véspera do último dia de Ezra no colégio, ele implora para Aria encontrá-lo, para que possam resolver as coisas. Aria, por outro lado, não tem tanta certeza se há alguma coisa para dizer. |     |                                                                                |                     |                                      |                                              |                        |
| 25 | 3   | "My Name Is Trouble" "Meu Nome é Problema"                                     | Elodie Keene        | Oliver Goldstick                     | 28 de Junho de 2011 11 de Abril de 2012      | 2.78                   |
| Como Aria, Emily, Hanna e Spencer tentam manter distância uma das outras, cada menina tenta fazer algo para se distrair e tentar lidar com esse "tempo de separação" em que foram obrigadas à pedido de seus pais. Aria tenta libertar a artista que existe em seu interior e se inscreve para uma aula de cerâmica na faculdade Hollis. Emily fica concentrada na sua carreira de natação e como isso poderia ajudá-la a ficar em Rosewood. Sentindo-se como a única que não tem um hobby, Hanna fala com Lucas, para ver se ela pode se juntar a equipe do anuário para ocupar seu tempo. Mas como Lucas ainda está magoado, o novo hobby de Hanna será tentar fazer as pazes com ele. Spencer acha muito suspeito o que está acontecendo na casa dos DiLaurentis, agora que Jason voltou a morar lá. Melissa, com medo, e recebendo mensagens misteriosas, faz Spencer pensar que a irmã tem a ver com o que está acontecendo na casa do vizinho. |     |                                                                                |                     |                                      |                                              |                        |
| 26 | 4   | "Blind Dates" "Encontro às Cegas"                                              | Dean White          | Charlie Craig                        | 5 de Julho de 2011 18 de Abril de 2012       | 2.42                   |
| Depois de Lucas conseguir seu primeiro encontro com a nova garota dos seus sonhos, Hanna sente a necessidade de ajudá-lo, quando Lucas revela que o dia do encontro está chegando. Mas quando Caleb começa a ajudar Lucas também, a ideia de Hanna do que é útil começa a sair pela culatra, e o encontro de Lucas pode não ir nada bem. Pam Fields está contando pra todo mundo sobre a Bolsa de Estudos que sua filha Emily conseguiu e, Emily está à ponto de contar a verdade por trás da carta falsa. Mas com a ajuda surpreendente de Samara, talvez a situação não seja tão terrível quanto Emily pensava. Spencer, por outro lado, está certa de que a situação com Melissa e sua comunicação misteriosa com Ian está ficando mais séria, e Spencer considera que Wren pode ser o único que pode finalmente ajudar a dar-lhe as respostas que ela está procurando. Mas Spencer, e as outras garotas estão preparadas para o que elas podem descobrir no final da investigação? Enquanto isso, Aria tem um encontro casual com Jason, o que traz de volta algumas lembranças. |     |                                                                                |                     |                                      |                                              |                        |
| 27 | 5   | "The Devil You Know" "O Diabo Que Você Conhece"                                | Michael Grossman    | Maya Goldsmith                       | 12 de Julho de 2011 25 de Abril de 2012      | 2.42                   |
| Com a notícia chocante sobre Ian estar rondando em Rosewood, Aria, Emily, Hanna, Spencer e suas famílias tentam lidar com as consequências de alguns desfechos muito necessárias. Com sua vida em casa num verdadeiro tumulto, Spencer permanece focada em sua família e surpreendente com o apoio que ela recebe de seus pais. Emily, por outro lado, não consegue encontrar a solução que suas amigas estão conseguindo, mas faz de tudo para encontrar qualquer vestígio de evidência que elas possam ter deixado passar. Aria procura encontrar conforto em Ezra, mas com o seu relacionamento ainda novo para o mundo afora, o casal se esforça para tornar esse relacionamento publico. Com todo mundo tendo conforto e compartilhando um enorme suspiro de alívio, Emily pode estar certa e o diabo que elas pensaram que estava descansando não é nada perto do mal que ainda paira por aí, apenas esperando por elas. Enquanto isso, Hanna se surpreende com a vida de Caleb após a aparição de sua mãe adotiva.                                                            |     |                                                                                |                     |                                      |                                              |                        |
| 28 | 6   | "Never Letting Go" "Onipresente"                                               | J. Miller Tobin     | Bryan M. Holdman                     | 19 de Julho de 2011 2 de Maio de 2012        | 2.53                   |
| Na noite anterior ao anual Show Fashion de caridade de Rosewood, a mãe de Alison reaparece na cidade e pede que as garotas desfilem no show em homenagem a sua filha falecida. |     |                                                                                |                     |                                      |                                              |                        |
| 29 | 7   | "Surface Tension" "Tensão na Superfície"                                       | Norman Buckley      | Joseph Dougherty                     | 26 de Julho de 2011 9 de Maio de 2012        | 2.36                   |
| É o dia da mudança de Emily, enquanto Hanna se preocupa com os problemas de Caleb. Aria se preocupa com uma festa que tanto Ezra e Jason foram convidados, e Toby reage a uma descoberta sobre os Hastings. |     |                                                                                |                     |                                      |                                              |                        |
| 30 | 8   | "Save the Date" "Reserve a Data"                                               | Chris Grismer       | Matt Witten                          | 2 de Agosto de 2011 16 de Maio de 2012       | 2.41                   |
| A pressão se torna muito grande para Emily quando seu pai vem à cidade para um dos maiores campeonatos de natação, e ela acaba parando no hospital. Enquanto isso, Hanna está lidando com o casamento de seu pai que está chegando e com a possibilidade de Caleb sair da cidade. |     |                                                                                |                     |                                      |                                              |                        |
| 31 | 9   | "Picture This" "Olha Isso"                                                     | Patrick Norris      | Jonell Lennon                        | 9 de Agosto de 2011 23 de Maio de 2012       | 2.54                   |
| Na busca pela página do laudo médico desaparecido de Alison, as garotas descobrem que Jenna pode voltar a enxergar. As garotas se concentram em Jason, em mais de uma forma. Aria passa a demonstrar mais efusivamente seus sentimentos por Ezra, agora que Jason vem mexendo com ela até nos sonhos. |     |                                                                                |                     |                                      |                                              |                        |
| 32 | 10  | "Touched by an A-ngel" "O Toque de Um Anjo"                                    | Chad Lowe           | Charlie Craig & Maya Goldsmith       | 16 de Agosto de 2011 30 de Maio de 2012      | 2.30                   |
| Aria está achando difícil acreditar na revelação de Spencer e Emily sobre Jason enquanto lida com seus sentimentos. Hanna tenta ser boazinha com sua futura "irmã". Enquanto isso, "A" continua atormentando Emily, tentando fazer ela ter um colapso. |     |                                                                                |                     |                                      |                                              |                        |
| 33 | 11  | "I Must Confess" "Tenho Que Confessar"                                         | Norman Buckley      | Oliver Goldstick                     | 23 de Agosto de 2011 6 de Junho de 2012      | 2.63                   |
| Aria, Emily, Hanna e Spencer finalmente decidem contar para a psicóloga sobre "A". |     |                                                                                |                     |                                      |                                              |                        |
| 34 | 12  | "Over My Dead Body" "Por Cima do Meu Cadáver"                                  | Ron Lagomarsino     | I. Marlene King                      | 30 de Agosto de 2011 13 de Junho de 2012     | 2.98                   |
| "A" envia as garotas em uma caçada para destruir vidas e salvar suas próprias vidas. |     |                                                                                |                     |                                      |                                              |                        |
| 35 | 13  | "The First Secret" "O Primeiro Segredo"                                        | Dana W. Gonzales    | I. Marlene King                      | 19 de Outubro de 2011 20 de Junho de 2012    | 2.47                   |
| As garotas vão à festa de Halloween de Noel; veremos muitos flashbacks do que aconteceu naquele verão e o lado bom de Alison. Nesse episódio descobrimos quem foi o primeiro a jogar o jogo mortal de "A". |     |                                                                                |                     |                                      |                                              |                        |
| 36 | 14  | "Through Many Dangers, Toils and Snares" "Vencendo Perigos com Labuta e Drama" | Norman Buckley      | Joseph Dougherty                     | 2 de Janeiro de 2012 27 de Junho de 2012     | 3.34                   |
| O relacionamento entre Aria, Emily, Hanna e Spencer muda após elas serem presas. |     |                                                                                |                     |                                      |                                              |                        |
| 37 | 15  | "A Hot Piece of 'A'" "O Parceiro de 'A'"                                       | Michael Grossman    | Oliver Goldstick                     | 9 de Janeiro de 2012 4 de Julho de 2012      | 2.95                   |
| As meninas descobrem que "A" não está agindo sozinho e que o ajudante pode estar mais perto do que elas pensam. |     |                                                                                |                     |                                      |                                              |                        |
| 38 | 16  | "Let the Water Hold Me Down" "Deixa a Água Me Levar"                           | Chris Grismer       | Bryan M. Holdman                     | 16 de Janeiro de 2012 11 de Julho de 2012    | 2.78                   |
| Hanna está relutante em contar a verdade a Caleb sobre o que aconteceu no barco; Spencer segue uma pista. |     |                                                                                |                     |                                      |                                              |                        |
| 39 | 17  | "Blond Leading the Blind" "A Loira Guiando as Cegas"                           | Arlene Sanford      | Charlie Craig                        | 23 de Janeiro de 2012 18 de Julho de 2012    | 3.17                   |
| A melhor maneira de chegar a alguém é através das pessoas que amam, e "A" sabe disso melhor que ninguém. Aria, Emily, Hanna e Spencer tiveram que sacrificar muito nas mãos enluvadas de "A", especialmente quando se trata de amor. Toby continua a perseguir Spencer, sabendo que ela está escondendo alguma coisa dele. Quando outro "acidente" ocorre, Spencer fica desesperada para deixar Toby seguro, e pensa na única maneira de protegê-lo. Também preocupada com seu relacionamento, Hanna pede que as outras garotas parem de usar Caleb para ajudar com sua busca, o que pode fazer dele um alvo. Mas será que a informação valiosa que Caleb está encontrando é mais importante do que a sua própria segurança? Enquanto isso, Aria está desesperada para salvar seu relacionamento com Ezra, que ainda não retornou as ligações dela. |     |                                                                                |                     |                                      |                                              |                        |
| 40 | 18  | "A Kiss Before Lying" "Um Beijo Antes de Mentir"                               | Wendey Stanzler     | Maya Goldsmith                       | 30 de Janeiro de 2012 25 de Julho de 2012    | 2.55                   |
| Hanna acha que Aria, Emily e Spencer estão ignorando ela; Emily se prepara para a visita de sua mãe. Aria e Ezra se encontram secretamente, acobertados por Holden. |     |                                                                                |                     |                                      |                                              |                        |
| 41 | 19  | "The Naked Truth" "A Verdade Nua e Crua"                                       | Elodie Keene        | Oliver Goldstick & Francesca Rollins | 6 de Fevereiro de 2012 1 de Agosto de 2012   | 2.25                   |
| O dia da verdade na escola não é apenas uma oportunidade para os alunos exporem suas queixas e parar com o bullying, mas também uma oportunidade para Aria, Emily, Hanna e Spencer conseguirem respostas a algumas questões. Spencer procura encontrar respostas sobre o que está acontecendo entre Jason e seu pai quando Jason aparece como um acompanhante. Aria continua a questionar Holden sobre o que exatamente ele faz durante as suas "noites", e Hanna tenta descobrir a mais recente situação com Kate. Enquanto isso, Emily recebe ajuda de uma fonte improvável para voltar à equipe de natação de Rosewood. |     |                                                                                |                     |                                      |                                              |                        |
| 42 | 20  | "CTRL:A"                                                                       | Ron Lagomarsino     | Joseph Dougherty & Lijah J. Barasz   | 13 de Fevereiro de 2012 8 de Agosto de 2012  | 2.11                   |
| O envolvimento de Caleb em hackear o telefone de "A" deixou Hanna preocupada desde o primeiro dia, e agora "A" está determinada a puní-lo por isso. Agora que Garret e Wilden têm a posse do computador de Caleb, Hanna e suas amigas estão convencidas de que isso não vai acabar bem. Aria, Emily, Hanna e Spencer poderão ver outro exemplo do que acontece com as pessoas que elas envolvem no jogo de "A". Enquanto isso, Aria descobre o que Holden estava mantendo em segredo, enquanto Byron começa a questionar seu relacionamento com ele. |     |                                                                                |                     |                                      |                                              |                        |
| 43 | 21  | "Breaking the Code" "A Quebra do Código"                                       | Roger Kumble        | Jonell Lennon                        | 20 de Fevereiro de 2012 15 de Agosto de 2012 | 2.54                   |
| Hanna, Spencer, Aria e Emily têm sido alvos do jogo de "A" por um longo tempo, deixando as relações com os seus amigos e familiares cortadas. Mas seu grupo coeso pode ganhar uma pessoa, quando uma nova e surpreendente vítima de "A" é revelada. Spencer foge dos problmas de sua família para os braços de Wren, e Ezra encontra uma nova oportunidade para se manter longe de Aria. |     |                                                                                |                     |                                      |                                              |                        |
| 44 | 22  | "Father Knows Best" "Papai Sabe Melhor"                                        | Chad Lowe           | Charlie Craig & Bryan M. Holdman     | 27 de Fevereiro de 2012 22 de Agosto de 2012 | 2.49                   |
| A mãe de Hanna procura ter respostas sobre o que está errado com sua filha com a ajuda de uma fonte surpreendente. A dança de pais e filhas parece ser qualquer coisa, menos divertida. |     |                                                                                |                     |                                      |                                              |                        |
| 45 | 23  | "Eye of the Beholder" "O Olho Observador"                                      | Melanie Mayron      | Joseph Dougherty                     | 5 de Março de 2012 29 de Agosto de 2012      | 2.58                   |
| Alguém do passado de Emily vai volta. Hanna e suas amigas estão dispostas a fazer tudo o que for preciso para fazer com que Kate deixe Rosewood, já que ela agora é o novo alvo de "A". O Hospital Comunitário de Rosewood é destaque neste episódio. |     |                                                                                |                     |                                      |                                              |                        |
| 46 | 24  | "If These Dolls Could Talk" "Se Estas Bonecas Falassem"                        | Ron Lagomarsino     | Oliver Goldstick & Maya Goldsmith    | 12 de Março de 2012 5 de Setembro de 2012    | 2.47                   |
| A busca de Aria, Emily, Hanna e Spencer do significado de novas pistas as leva a um hospital de boneca que contém algumas bonecas muito familiares, e um menino que sabe mais do que ele quer mostrar. Mas o que traria Ali a um local tão assustador e estranho em sua caça por "A"? E o que as quatro meninas irão aprender sobre os segredos que estão escondidos nas prateleiras entre os amiguinhos esquecidos? Enquanto isso, a cirurgia de Jenna traz mais do que apenas a possibilidade de recuperar sua visão. |     |                                                                                |                     |                                      |                                              |                        |
| 47 | 25  | "unmAsked" "Sem Máscara"                                                       | Lesli Linka Glatter | I. Marlene King                      | 5 de Setembro de 2012 12 de Setembro de 2012 | 3.69                   |
| As meninas são convidadas a irem a uma caçada por "A" em baile de máscaras e finalmente conseguem colocar um fim aos jogos mortais de "A". Nesse episódeo é revelado a real identidade da primeira pessoa a se passar por "A". |     |                                                                                |                     |                                      |                                              |                        |